# گرابوویتس (شهرستان زاموشتش)
گرابوویتس (به لهستانی:  Grabowiec) یک روستا در لهستان است که در گمینا گرابوویتس واقع شده‌است. گرابوویتس ۹۲۲ نفر جمعیت دارد.